# Primal Force
Primal Force è una serie a fumetti che fu pubblicata dalla DC Comics dall'ottobre 1994 fino al dicembre 1995, e che contò 15 numeri più un n. 0 iniziale. I protagonisti della serie sono i Leymen, un gruppo di supereroi magici dell'Universo DC. La serie cominciò con Primal Force n. 0 (ottobre 1995; questo numero è in risultato degli eventi crossover dell'Ora zero durante cui debuttò la serie) e terminò con il n. 14 (dicembre 1995).

## Storia
Maltis formò un nuovo gruppo di Leymen che si formarono nel corso del tempo per difendere il pianeta nei momenti di bisogno. Uno dei loro nemici fu Cataclysm.

## Lista dei membri
- Dottor Mist - Alias Maltis o Nommo, fu il leader della squadra;
- Claw - Il giovane John Chan fu il secondo uomo a portare il nome di "Claw";
- Golem;
- Jack O'Lantern;
- Meridian;
- Red Tornado;
- Black Condor - Si unì in Primal Force n. 7;
- Willpower - Si unì in Primal Force n. 7;
- Noir - Si unì (e morì) in Primal Force n. 11;
- Nightmaster - Attualmente non è membro, ma aiutò la squadra in Primal Force n. 1;